# Davacarus
Genre
Davacarus est un genre d'acariens mesostigmates de la famille des Davacaridae.

## Liste des espèces
- Davacarus gressitti Hunter, 1970
- Davacarus lindquisti Walter, 2004
- Davacarus reginaldi Walter, 2004

## Publication originale
- Hunter, 1970 : Acarina: Mesostigmata: free-living mites of South Georgia and Heard Island. Subantarctic entomology, particularly of South Georgia and Heard Island.Pacific Insects Monographs, vol. 23, p. 43-70 (texte intégral).